# Attilio Guiot
Attilio Guiot (Milano, 6 marzo 1887 – ...) è stato un arbitro di calcio italiano.
Il suo cognome è stato spesso indicato con Gujot oppure Guyot. Entrambe le grafie erano all'epoca usate sia sui giornali che nella scrittura di tutti i giorni ed erano valide, ma non erano affatto giuste visto che sia sull'atto di nascita che sui suoi documenti militari è stato indicato come Guiot.

## Biografia
È stato un dirigente del Milan e, nello specifico, il consigliere-cassiere del club.

### Arbitro
Si iscrisse e superò l'esame di arbitro all'inizio della stagione 1919-1920. Fu inserito nei quadri dell'Associazione Italiana Arbitri a disposizione del Comitato Regionale Lombardo con qualifica di aspirante arbitro in periodo di prova.
Era tesserato per il Milan e come arbitro del Milan spesso citato sui giornali sportivi dell'epoca come "Gujot o Guyot del Milan".
Divenne arbitro federale nella stagione 1921-1922, stagione in cui il Milan aderì alla Confederazione Calcistica Italiana.
Arbitrò fino alla fine della stagione 1924-1925. Alla fine della sua carriera arbitrale gli fu attribuita la qualifica di "arbitro ad honorem".